# Desmodromico
Il termine desmodromico (dal greco δεσμός, vincolo, e δρόμος, corsa) viene usato quando si ha la corsa di un particolare componente o elemento vincolata a un organo di comando.
Generalmente, questo termine viene utilizzato in meccanica, in modo da esaltare alcune caratteristiche, come nei seguenti casi:
- distribuzione desmodromica: particolare distribuzione, dove la valvola viene controllata non solo nell'azionamento, ma anche nel richiamo;
- tamburo selettore del cambio: dispositivo utilizzato sui cambi a innesti frontali, il quale comanda delle forchette che spostano gli ingranaggi del cambio e determinano la marcia.

Ma questo termine può essere usato correttamente anche in altri ambiti e situazioni in cui il vincolo della corsa è controllata in ambo i versi di scorrimento.